# Kursdreieck

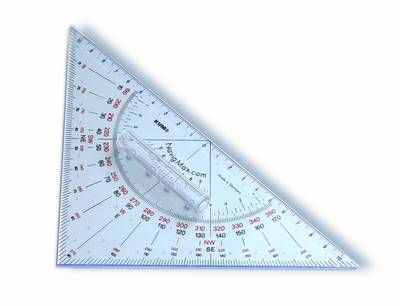
Kursdreieck der Firma NavigMax.com

Das Kursdreieck (seltener auch als Navigationsdreieck bezeichnet) ist als Bestandteil des Kartenbestecks ein Navigationsinstrument zum Arbeiten in einer nautischen Karte (Seefahrt, Luftfahrt). Es ist vergleichbar mit einem Geodreieck. Bei einem Kursdreieck läuft die Gradeinteilung von 0°–180° und 180°–360° (Geodreieck: 0°–180°/180°–0°). Zusammen mit einem Anlegedreieck oder Anlegelineal lassen sich durch Parallelverschiebung Winkel aller Art an jedem Punkt der Seekarte abtragen oder auslesen. Als Anlegedreieck kann auch ein zweites Kursdreieck benutzt werden.